# Vilmos Apor
Vilmos Apor de Altorja (29 de febrero de 1892 en Segesvár, Austria-Hungría (hoy Rumania) - 2 de abril de 1945, Gyor, Hungría) fue un obispo católico húngaro en la diócesis de Győr, nacido como barón. Protestó contra la persecución de la población judía húngara y su firme compromiso con los pobres trascendió fronteras y se hizo famoso por ello. Su protesta puso particular énfasis en proteger a las mujeres, asunto que lo llevó a sufrir lesiones fatales que lo llevaron a la muerte.
El obispo se dedicó a oponerse a  las ideologías relativas al comunismo y al nazismo, utilizando sus sermones para condenarlos, a sabiendas de que corría un grave riesgo personal para sí mismo. Era una figura muy querida en su diócesis, donde la gente lo aclamó como un gran santo al enterarse de su muerte, de manera tal que hubo grave pesar en los fieles de la diócesis ante su pérdida, a la que sirvió durante la mayor parte de la Segunda Guerra Mundial.

## Primeros años
Vilmos Apor nació como el sexto de ocho hijos dentro de la nobleza de la familia Apor, hijo de Gábor (1851-1898) y de la condesa Fidelia Pálffy ab Erdöd (1863-1934). Tres hermanos fallecieron y los sobrevivientes fueron Gabor, Gisela y Henrietta. Su padre murió siendo niño debido a la diabetes. Su madre era estricta pero cariñosa quien le impartió profunda instrucción religiosa a sus hijos. Sirvió como monaguillo durante su infancia naciendo así su amor por el sacerdocio. El obispo Miklós Széchnyi era su tío. Le enseñó a leer a Henrietta y ella a menudo le pedía que le enseñara el catecismo. Incluso una vez le pidió a su madre un cáliz y un misal para la Navidad.
Asistió a la escuela secundaria en una escuela dirigida por jesuitas en Kalksburg Austria, donde sus deseos de convertirse en sacerdote se intensificaron aún más. A Apor le gustaba tanto el latín como los estudios históricos, logrando notas sobresalientes en estos temas, mientras que un tratado sobre la Iglesia histórica le valió un premio; También le gustaba el tenis y la natación.  Apor fue trasladado a otra escuela jesuitas en la ciudad de Kalocsa. Decidió comenzar sus estudios para el sacerdocio a pesar del deseo de su madre de que esperara un poco más, aunque dio su consentimiento en la Navidad de 1909, y el obispo local estuvo encantado de recibirlo en 1910, pero Apor no estuvo allí, por mucho tiempo. El obispo lo envió a Innsbruck, Austria para ampliar sus estudios con los jesuitas, donde más tarde concluyó para después continuar y lograr un doctorado en teología;  estuvo como prefecto en el antiguo instituto teológico Nikolaihaus durante un breve período antes de trasladarse al nuevo Canisianum. Apor fue nombrado subdiácono el 22 de agosto de 1915 y elevado al diaconado el 23 de agosto.

## Ministerio sacerdotal
Recibió su ordenación sacerdotal el 24 de agosto de 1915 y celebró su primera misa el 25 de agosto con la asistencia de su madre y sus hermanas Henrietta y Gizella. Gabor no pudo estar allí porque estaba en el frente de batalla en la Primera Guerra Mundial por lo que no pudo estar. Su hermano mayor sirvió en la Primera Guerra Mundial y luego se convirtió en delegado húngaro ante la Santa Sede hasta su dimisión en 1944 en protesta por la ocupación alemana de su tierra natal.

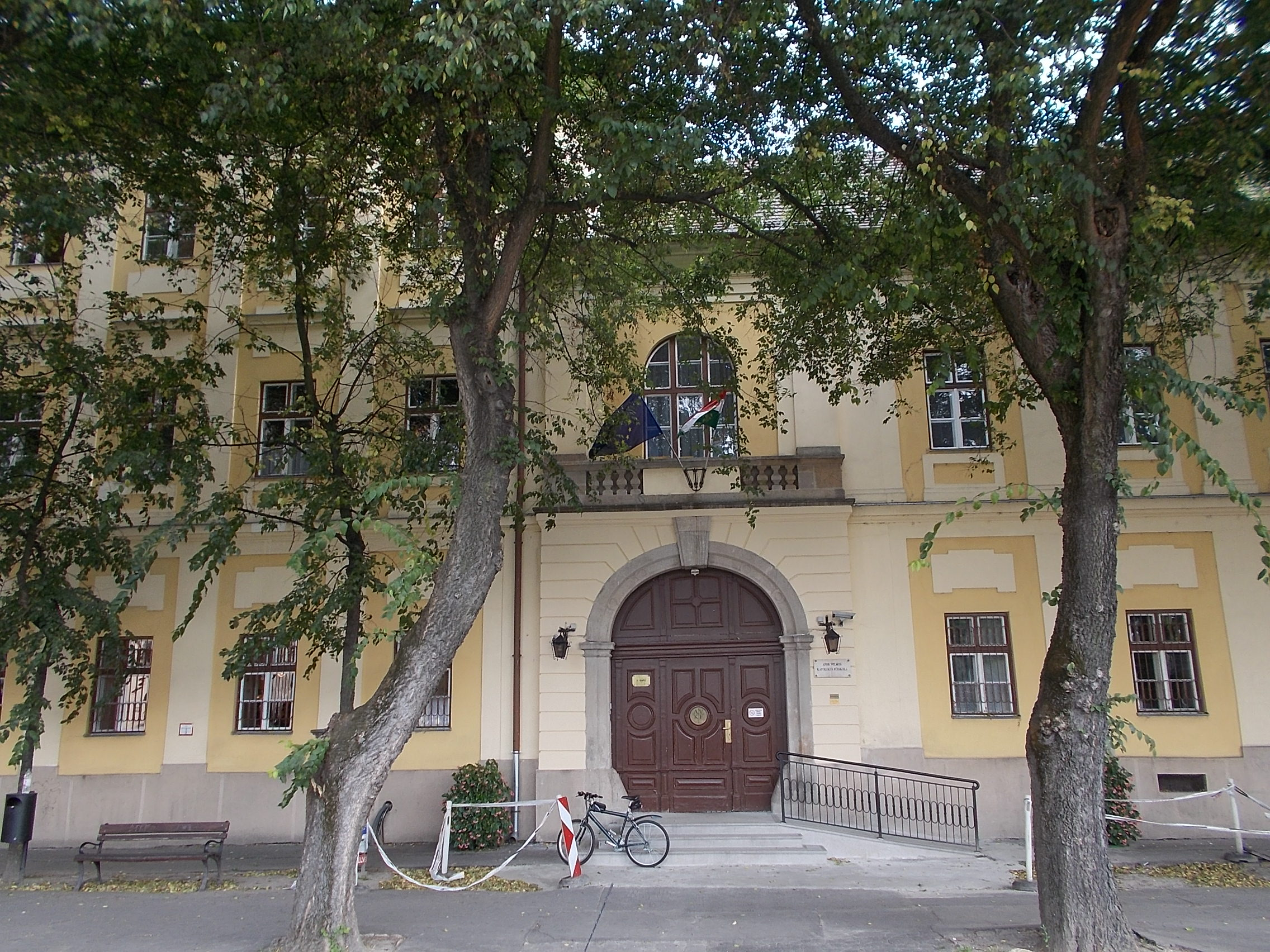
Colegio Católico Vilmos Apor

Apor fue enviado a Gyula el 31 de agosto de 1915 y predicó su primer sermón el 8 de septiembre siguiente. El 27 de marzo de 1916 abrió una oficina para la protección de la mujer que se convirtió para él en un foco predominante de su misión pastoral, mientras que el 4 de enero de 1917 fue enviado como capellán al frente italiano, para luego ser trasladado como tal a Austria, pero fue regresado a Gyula a principios de 1919 ya al final de la guerra. Participó intensamente en el fomento de la piedad de los fieles y formó una verdadera comunidad sacerdotal. Promovió las buenas relaciones con otras religiones. Fundó un colegio para formación de jóvenes. 
Fue párroco de la diócesis de Oradea Mare. Durante veintitrés años desempeñó el ministerio de párroco en la ciudad de Gyula. Fue Capellán Conventual ad honorem de la orden de las Comendadoras de Malta.
La crisis económica de 1929 hizo que muchos campesinos perdieran sus propiedades enviando a muchos de ellos a la bancarrota. Desamparados y desorganizados necesitaban ayuda, Apor aplicando la Doctrina Social de la Iglesia, los organizó, liberándolos de las garras de sus deudores, así como de los comunistas, que también se estaban infiltrando.

## Obispo
Apor había sido recomendado para ser obispo auxiliar en 1936 y luego como obispo de Veszprém en 1939, aunque ambas cosas le fueron denegadas. La Santa sede al frente del Papa Pío XII decidió elegir a Apor como obispo, en 1941 y recibió su consagración episcopal el 2 de marzo de 1941. Su hermano Gabor pagó sus nuevas vestimentas episcopales, habiendo recibido la noticia de su nombramiento del nuncio papal Angelo Rotta. El 25 de febrero de 1941, por decisión unánime, el ayuntamiento de Gyula lo nombró ciudadano honorario por su compromiso con su pueblo y su fuerte e incansable activismo. Se hizo conocido por su fuerte dedicación a los pobres y su incansable compromiso con una variedad de cuestiones de justicia social.  Su lema en su escudo episcopal decía “La cruz fortalece al débil y hace humilde al fuerte.”
En el verano de 1944, escribió al cardenal húngaro, Jusztinian Serédi para persuadirlo de que adoptara una postura más firme contra el gobierno húngaro para que dejara de ser títere de los nazis. Por sus dotes de diplomático, apeló a la sede de la Gestapo en Berlín en un intento por liberar a los judíos de su diócesis del gueto y negoció con el mando nazi para salvar a la ciudad del asedio militar. Por ésta razón posteriormente se le concedió el título de “justo entre las naciones.” La introducción de leyes raciales, empeoraron aún más las cosas, por lo que el obispo habló en nombre de los afectados por insultos raciales y otras formas de persecución. Proporcionó suministros a los judíos que estaban siendo deportados a través de su diócesis y también acogió a aquellos que se quedaron sin hogar después de los ataques aéreos en la sede episcopal mientras él mismo se retiraba a una pequeña habitación para él. 

## Últimos días
En la tarde del Viernes Santo del 28 de marzo de 1945,  cuando las tropas soviéticas llegaron a su diócesis, ofreció refugio a numerosas mujeres y niños en su residencia y también protegió a mujeres que temían ser violadas. 
Llegaron cuatro o cinco soldados soviéticos borrachos con la intención de llevar a 100 mujeres a su cuartel, a las que Apor tenía bien escondidas en el sótano. Se negó a entregarlas y en un largo altercado un oficial amenazó con su arma y pero fueron descubiertos por una niña que salió de su escondite; la niña gritó "¡Tío Vilmos! ¡Ayuda!" y él corrió en su defensa y les gritó: "¡Fuera! ¡Fuera de aquí!." Los agentes se dieron vuelta para irse, pero uno de ellos se dio la vuelta y abrió fuego con una ametralladora, la cual disparó tres veces para lo que Apor protegió a la mujer con su cuerpo. Apor recibió el primer disparo como rozón en la frente, el segundo en la manga derecha de su sotana y el tercero le perforó el abdomen. Mientras tanto, los soldados se asustaron y huyeron del lugar. Apor fue auxiliado por dos de sus ayudantes y mismo que fue llevado al sótano con sangre saliendo de su frente. Un médico le administró primeros auxilios y Gizella, la hermana de Apor, le ayudó para llevarlo al médico, pero al llegar al hospital tomó más tiempo debido a los controles, pues tuvo que parar varias veces porque los soviéticos querían inspeccionar la ambulancia. En estas ocasiones hubo que quitarle la manta para que los soviéticos pudieran ver que no había ningún tesoro escondido. Los profesores y médicos Jung y Petz, que habían conocido a Apor, realizaron la operación que pareció tener éxito y observaron una ligera mejoría el Sábado Santo cuando recibió la Eucaristía con su hermana al lado. Dio gracias a Dios por haber aceptado su sacrificio y por el hecho de que las mujeres que protegía aún estaban a salvo.  

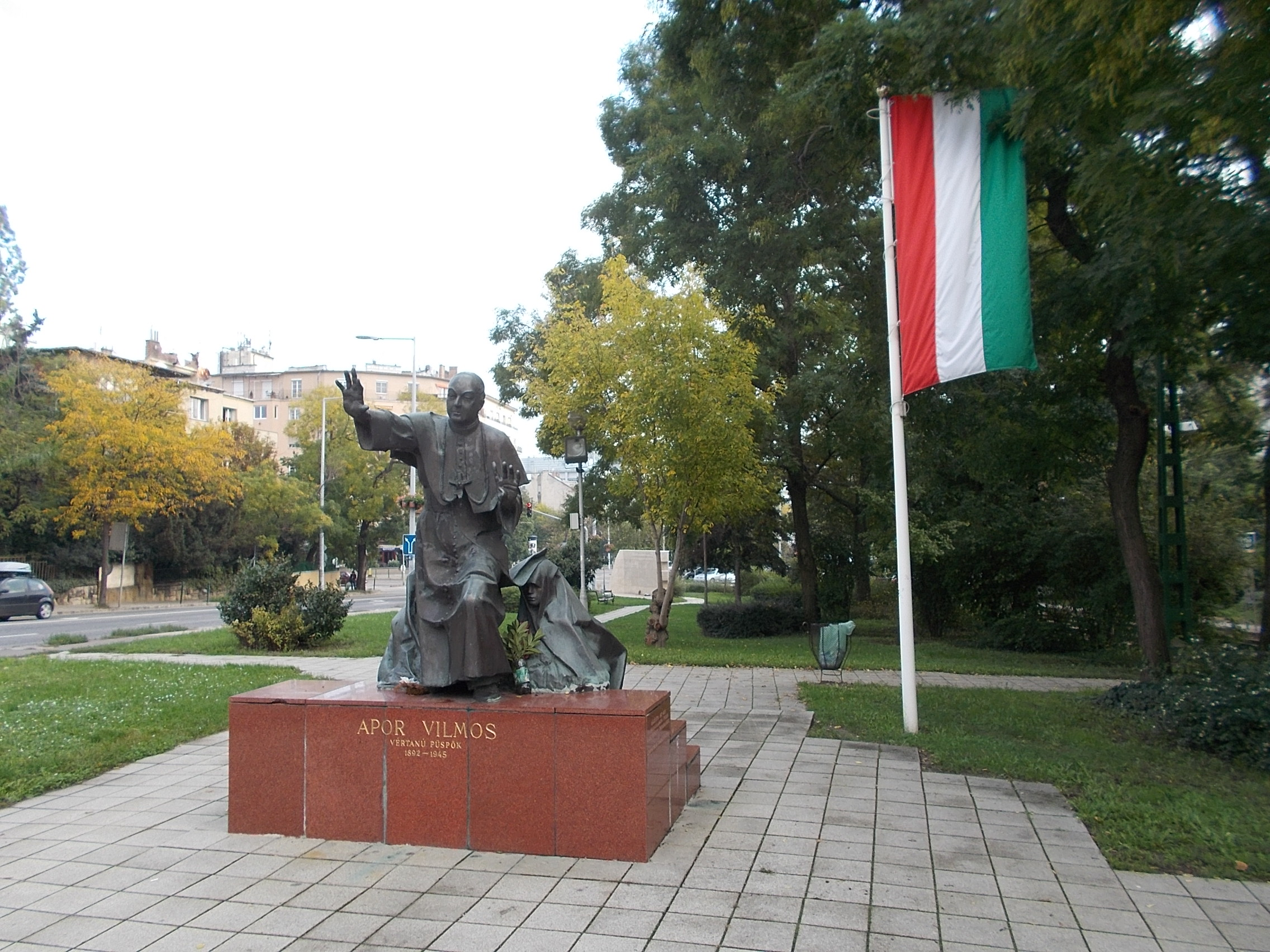
Monumento a Vilmos Apor en Budapest

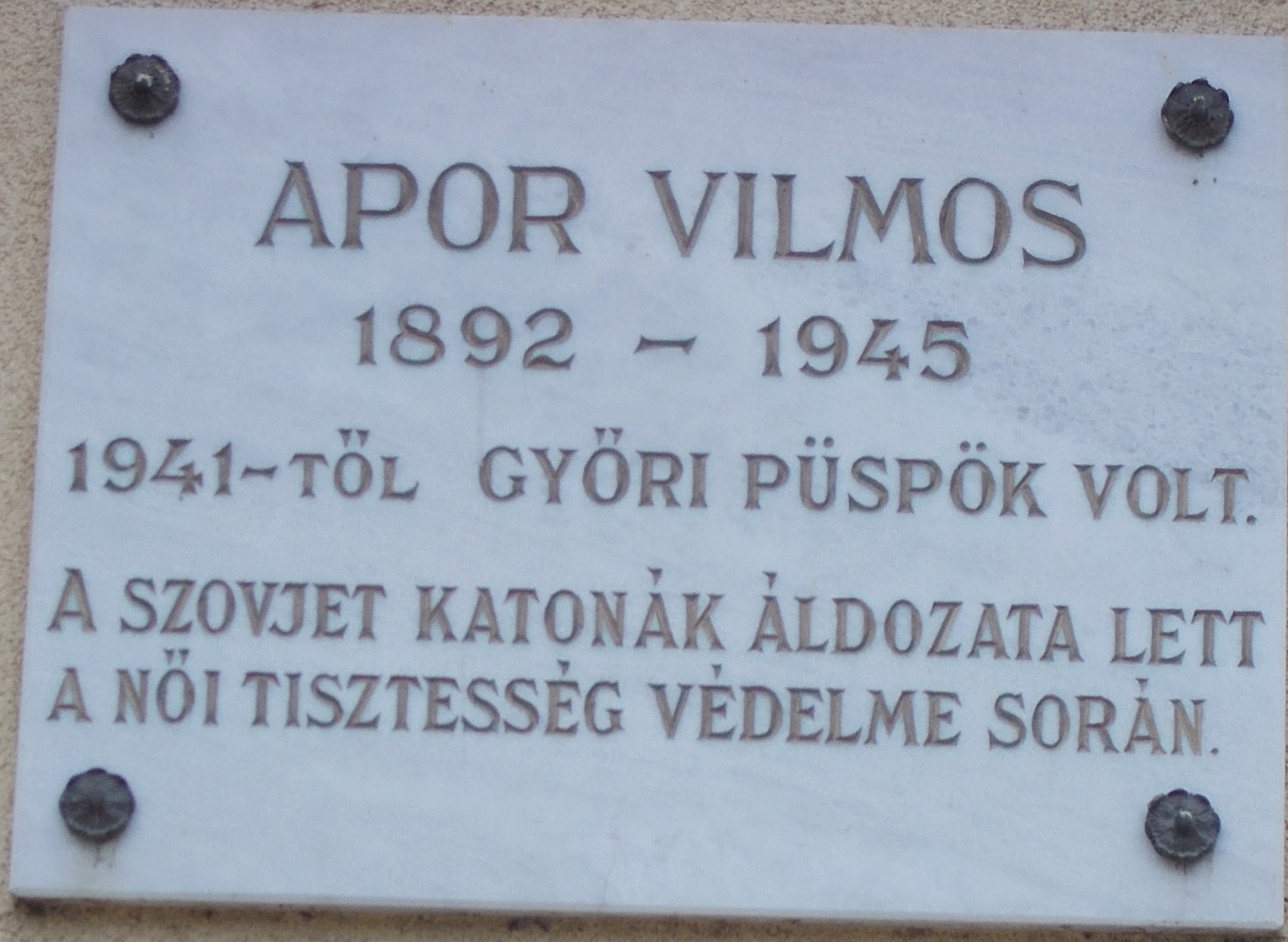
Placa conmemorativa en honor de Vilmos Apor

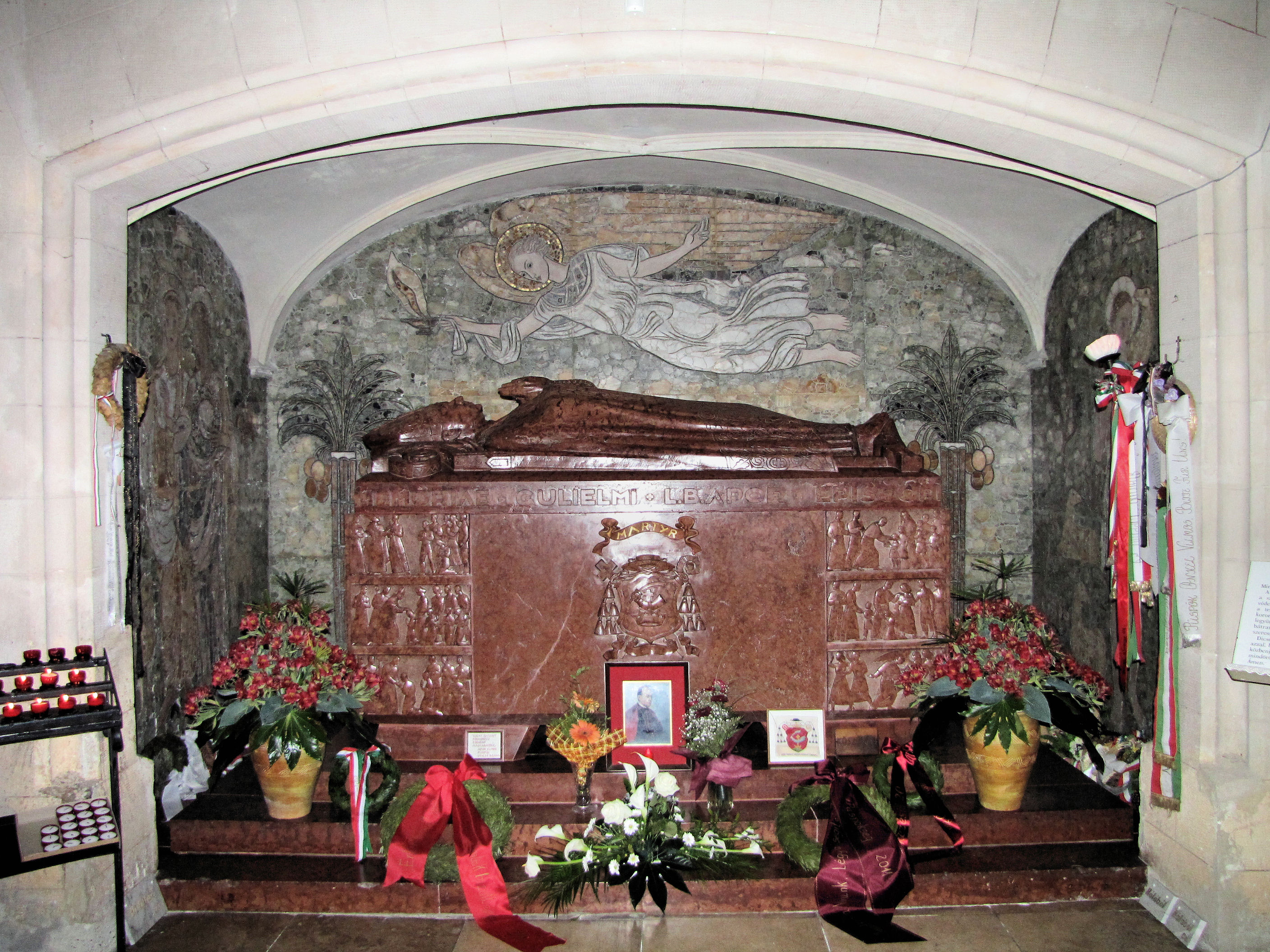
Sarcófago para Vimos Apor

Días después su estado empeoró debido a una infección; hizo su confesión y recibió la Unción de los Enfermos pero el dolor aumentó. Se mantuvo lúcido con su hermana y el doctor Jung a su lado, además de las enfermeras y el párroco, muriendo después de haber concedido el perdón a sus agresores, el lunes después de Pascua. a causa de las heridas, en la tarde del 2 de abril de 1945, a los 53 años. István Sándor presenció el 3 de abril cómo sacaban una camilla del hospital y vio los restos del obispo mientras eran transportados. El funeral quedó en suspenso debido al conflicto en la zona, pero se llevó a cabo una semana después de su muerte. Sus restos fueron enterrados en la clandestinidad, pues las autoridades soviéticas no querían multitudes de gente en su funeral, y durante más de cuarenta años negaron el traslado de sus restos al lugar que la Iglesia le tenía reservado en la Catedral de San Ladislao, por lo que fueron enterrados en una iglesia carmelita donde su confesor era el sacerdote carmelita Erno Szeghy, que se desempeñaba como tal desde 1943. Posteriormente, sus restos fueron trasladados a la catedral diocesana. 

## Reconocimientos y beatificación
Ha sido nombrado "Mártir de la Caridad", "Héroe de Hungría" y “Justo entre las Naciones” por el Yad Vashem de Jerusalén, y también beato.
En la basílica de Gyor se construyó un sarcófago de mármol para trasladar a él, los restos mortales del obispo el 24 de noviembre de 1948, pero las autoridades estatales lo impidieron. Hubo que esperar hasta el 23 de mayo de 1986. La tumba del obispo Vilmos Apor se halla actualmente en la capilla Hédervári de la nave lateral de dicha basílica.

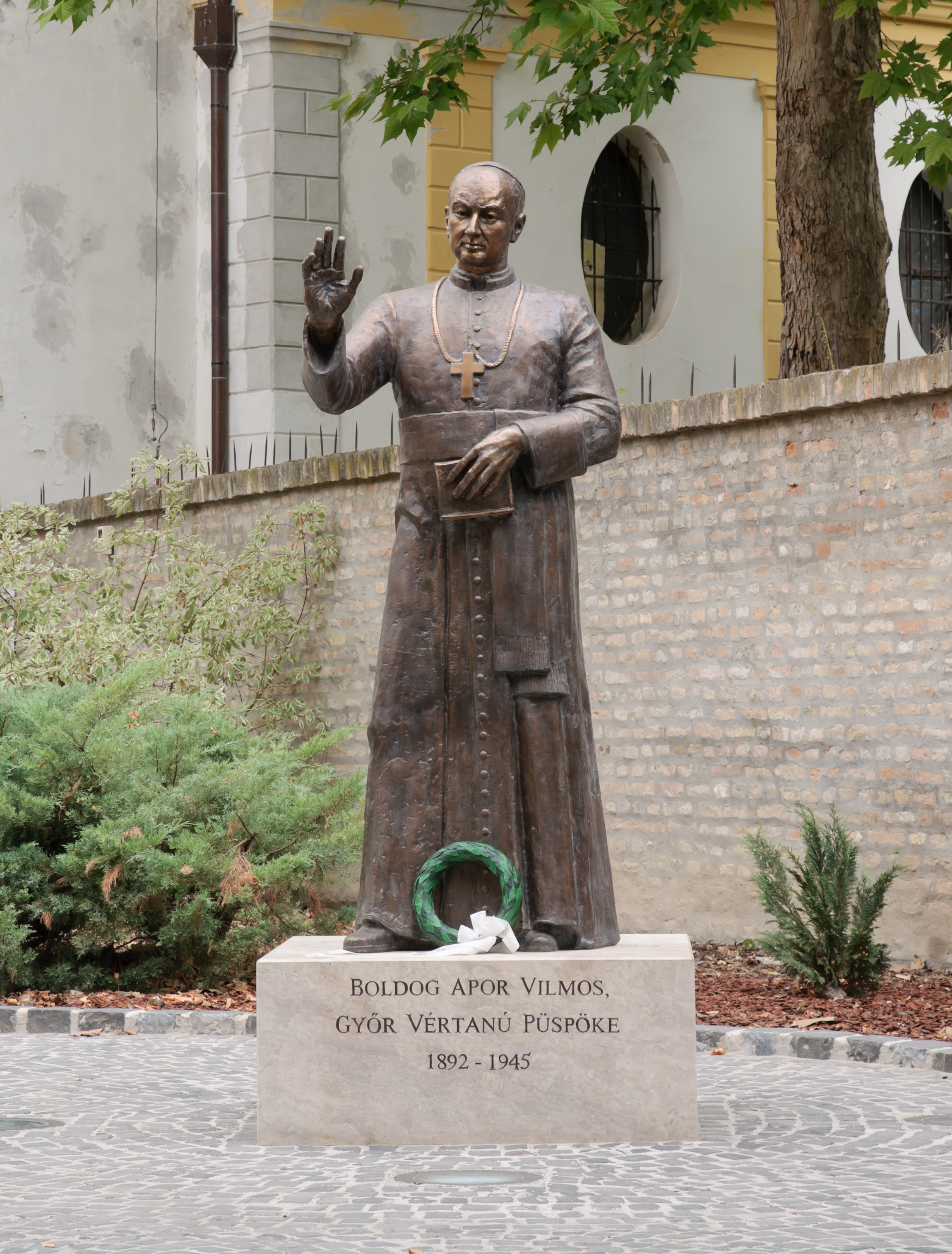
Monumento al Obispo Vilmos Apor en Gyor

Una estatua se eleva en su honor en el distrito XII de Budapest y el lugar ha sido llamado Apor Vilmos. El 7 de septiembre de 1996 el Papa Juan Pablo II, visitó su tumba. El teólogo y cardenal electo Hans Urs von Balthasar era su sobrino. 
El proceso de beatificación se llevó a cabo en su antigua diócesis en un proceso diocesano que abarcó de 1989 a 1990, para luego pasar formalmente el 5 de marzo de 1991, a Roma, la Congregación para las Causas de los Santos, misma que emitió un “sin objeción” ("nihil obstat") oficial y titulara al difunto obispo Siervo de Dios. Posteriormente, la Congregación validó el proceso en Roma el 31 de mayo de 1991 y recibió el expediente Positio de la postulación en 1996. Los teólogos aprobaron la causa el 3 de junio de 1997, al igual que los cardenales y obispos miembros de la Congregación el 1 de julio de 1997.
Juan Pablo II confirmó el 7 de julio de 1997 que Apor fue asesinado "in odium fidei" (por odio a la fe) y permitió así su beatificación. El Papa presidió la beatificación de Apor el 9 de noviembre de 1997 en la plaza de San Pedro.